# Grande Prêmio da montanha no Tour de France
O Grande Prêmio da montanha do Tour de France é uma classificação secundária do Tour de France que recompensa o ciclista que obtém mais pontos ao passar pelas cimeiras dos diferentes portos de montanha de que consta a carreira. O líder desta classificação recebe o nome de "Rei da montanha", e desde 1975 é recompensado com um maillot de cor branca e pontos vermelhos, em francês chamado maillot à pois rouges.

## História
O primeiro Tour de France disputou-se sem passar por grandes portos de montanha, sina atravessando portos menores. O primeiro foi o Col des Echarmeaux (712 m), na etapa inicial entre Paris a Lyon, no que hoje é o antigo caminho de Autun em Lyon. A etapa de Lyon em Marselha incluiu o Coll da République (1.161 m), também conhecido como o Col de Grand Bois, nas redondezas de St-Etienne. O primeiro grande porto que passou, o Ballon de Alsace (1.178 m ) nos Vosgos, se superou no 1905. Com tudo, os verdadeiros grandes portos de montanha não foram incluídos até 1910, nos Pirenéus, quando se superaram pela primeira vez o Col d'Aubisque e o Tourmalet. A ascensão fazia-se por caminhos de ferradura, um repto exigente para bicicletas pesadas, sem mudanças de marchas e conduzidas por homens com os pneus de suplentes ao redor dos seus ombros e a comida, roupa e ferramentas em carteiras penduradas dos manillares. O assistente da organização, Victor Breyer, situou-se à cimeira da Aubisque com o colega que tinha proposto incluir os Pireneús, Alphonse Steinès. Após o sucesso desta edição Desgrange decidiu incluir os Alpes em 1911.
A cimeira mais alta que se subiu nunca tem sido a Cimeira da Bonette-Restefond em 1962, a qual se eleva até os 2 802 m.[4] O final de etapa mais alto foi à cimeira do Galibier na edição do 2011.
Desde o 1905, o diário organizador da volta, L'Équipe denominou um ciclista do Tour de France como meilleur grimpeur, o melhor escalador.  Em 1933 Vicente Trueba foi o primeiro vencedor desta classificação. Com tudo, Trueba era muito mau nas descidas, pelo qual nunca ganhou nada de importando apesar de coroar em primeira posição a cimeira. Henri Desgrange, director do Tour de France, decidiu que os ciclistas tinham que receber um prêmio por ter chegado primeiros à cimeira. Assim, a partir de 1934, a diferença entre o primeiro e o segundo ciclista ao passo pela cimeira era transformada numa bonificação de tempo em favor do primeiro. Estas bonificações posteriormente foram retiradas, mas manteve-se o reconhecimento pelo Rei da montanha.
Apesar de que o melhor escalador foi reconhecido pela primeira vez em 1933, o maillot distintivo só se introduziu até 1975. As cores do maillot escolheram-se em função do patrocinador do momento, a marcha de chocolate Poulain, as barras de chocolate das quais tinham um envoltório branco a pontos vermelhos. Todo e a posterior mudança de patrocinador nesta classificação o maillot conservou as cores e inclusive se estendeu a outras provas ciclistas.
Desde 2009, o maillot da montanha está patrocinado pelos hipermercados e supermercados Carrefour e Carrefour Market.

## Distribuição dos pontos
Durante as ascensões do Tour, os pontos outorgam-se aos primeiros ciclistas que coroam a cada cimeira. As cumes dividem-se em cinco categorias em função da sua dificuldade e à cada categoria corresponde uma determinada pontuação. As mais fáceis são classificadas de quarta categoria e as mais difíceis de "categoria especial" ou "fora de categoria". Desde a última modificação da pontuação, feita em 2012, a pontuação é a seguinte:
| Tipo de cume / Posição | 1.º | 2.º | 3.º | 4.º | 5.º | 6.º | 7.º | 8.º | 9.º | 10.º |
| ---------------------- | --- | --- | --- | --- | --- | --- | --- | --- | --- | ---- |
| Fora de categoria      | 25  | 20  | 16  | 14  | 12  | 10  | 8   | 6   | 4   | 2    |
| 1a categoria           | 10  | 8   | 6   | 4   | 2   | 1   |     |     |     |      |
| 2a categoria           | 5   | 3   | 2   | 1   |     |     |     |     |     |      |
| 3a categoria           | 2   | 1   |     |     |     |     |     |     |     |      |
| 4a categoria           | 1   |     |     |     |     |     |     |     |     |      |

## Vencedores do Grande Prêmio da montanha

### Meilleur grimpeur
Entre 1905 e 1932, o diário L'Équipe designou na cada edição ao meilleur grimpeur, melhor escalador, do Tour. Este título não era dado pela organização da carreira e não está reconhecido oficialmente, mas é o precedente directo da classificação da montanha que se instaurou desde 1933.
- 1905 :  René Pottier
- 1906 :  René Pottier
- 1907 :  Émile Georget
- 1908 :  Gustave Garrigou
- 1909 :  François Faber
- 1910 :  Octave Lapize
- 1911 :  Paul Duboc
- 1912 :  Odile Defraye
- 1913 :  Philippe Thys
- 1914 :  Firmin Lambot
- 1919 :  Honoré Barthélémy
- 1920 :  Firmin Lambot
- 1921 :  Hector Heusghem
- 1922 :  Jean Alavoine
- 1923 :  Henri Pélissier
- 1924 :  Ottavio Bottecchia
- 1925 :  Ottavio Bottecchia
- 1926 :  Lucien Buysse
- 1927 :  Michele Gordini
- 1928 :  Victor Fontan
- 1929 :  Victor Fontan
- 1930 :  Benoît Faure
- 1931 :  Jef Demuysere
- 1932 :  Vicente Trueba

### Grande Prêmio da montanha
Até 1975 o Grande Prêmio da Montanha não tinha nenhum maillot distintivo.

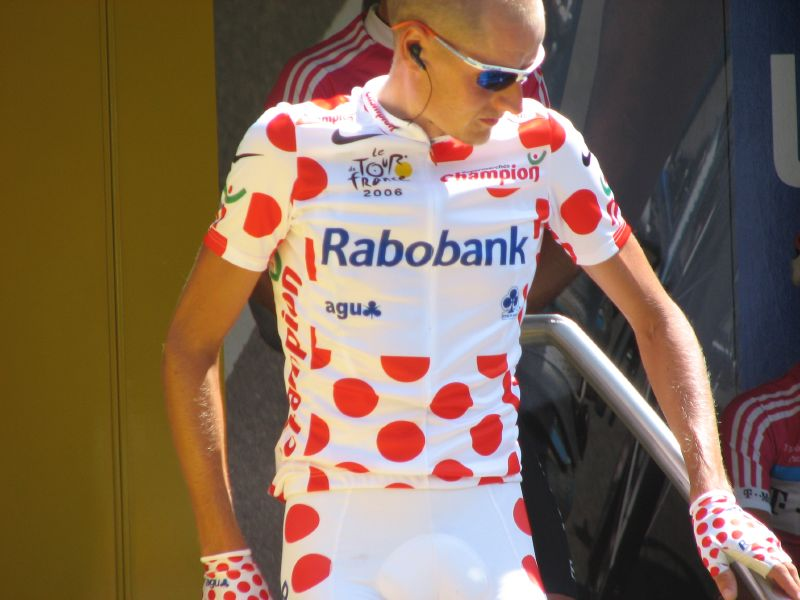
M.rasmussen, com o maillot da montanha o Tour de France de 2006

| Ano  | Nome                | Equipa                       | Pontos | Outros maillots                                |
| ---- | ------------------- | ---------------------------- | ------ | ---------------------------------------------- |
| 1933 | Vicente Trueba      | Touriste-routier             | 134    | -                                              |
| 1934 | René Vietto         | França                       | 111    | -                                              |
| 1935 | Félicien Vervaecke  | Bèlgica                      | 118    | -                                              |
| 1936 | Julián Berrendero   | Espanha-Luxemburgo           | 132    | -                                              |
| 1937 | Félicien Vervaecke  | Bélgica                      | 114    | -                                              |
| 1938 | Gino Bartali        | Itália                       | 107    | Maillot amarelo                                |
| 1939 | Sylvère Maes        | Bélgica                      | 86     | Maillot amarelo                                |
| 1947 | Pierre Brambilla    | Itália                       | 98     | -                                              |
| 1948 | Gino Bartali        | Itália                       | 62     | Maillot amarelo                                |
| 1949 | Fausto Coppi        | Itália                       | 81     | Maillot amarelo                                |
| 1950 | Louison Bobet       | França                       | 58     | -                                              |
| 1951 | Raphaël Géminiani   | França                       | 66     | -                                              |
| 1952 | Fausto Coppi        | Itália                       | 92     | Maillot amarelo                                |
| 1953 | Jesús Loroño        | Espanha                      | 54     | -                                              |
| 1954 | Federico Bahamontes | Espanha                      | 95     | -                                              |
| 1955 | Charly Gaul         | Luxemburgo                   | 84     | -                                              |
| 1956 | Charly Gaul         | Luxemburgo                   | 71     | -                                              |
| 1957 | Gastone Nencini     | Itália                       | 44     | -                                              |
| 1958 | Federico Bahamontes | Espanha                      | 79     | -                                              |
| 1959 | Federico Bahamontes | Espanha                      | 73     | Maillot amarelo                                |
| 1960 | Imerio Massignan    | Itália                       | 56     | -                                              |
| 1961 | Imerio Massignan    | Itália                       | 95     | -                                              |
| 1962 | Federico Bahamontes | Margnat–Pomba–d'Alessandro   | 137    | -                                              |
| 1963 | Federico Bahamontes | Margnat–Pomba–Dunlop         | 147    | -                                              |
| 1964 | Federico Bahamontes | Margnat–Pomba–Dunlop         | 173    | -                                              |
| 1965 | Julio Jiménez       | KAS-Kaskol                   | 133    | -                                              |
| 1966 | Julio Jiménez       | Ford-France–Hutchinson       | 123    | -                                              |
| 1967 | Julio Jiménez       | Espanha                      | 122    | -                                              |
| 1968 | Aurelio González    | Espanha                      | 96     | -                                              |
| 1969 | Eddy Merckx         | Faema                        | 155    | Maillot amarelo Pontos Combinada Combatividade |
| 1970 | Eddy Merckx         | Faema-Faemino                | 128    | Maillot amarelo Combinada Combatividade        |
| 1971 | Lucien Van Impe     | Sonolor-Lejeune              | 228    | -                                              |
| 1972 | Lucien Van Impe     | Sonolor                      | 229    | -                                              |
| 1973 | Pedro Torres        | La Casera-Bahamontes         | 225    | -                                              |
| 1974 | Domingo Perurena    | Kas                          | 161    | -                                              |
| 1975 | Lucien Van Impe     | Gitane-Campagnolo            | 342    | -                                              |
| 1976 | Giancarlo Bellini   | Brooklyn                     | 170    | -                                              |
| 1977 | Lucien Van Impe     | Lejeune-BP                   | 244    | -                                              |
| 1978 | Mariano Martínez    | Jobo-Superia                 | 187    | -                                              |
| 1979 | Giovanni Battaglin  | Inoxpran                     | 239    | -                                              |
| 1980 | Raymond Martin      | Miko-Mercier-Vivagel         | 223    | -                                              |
| 1981 | Lucien Van Impe     | Boston-Mavic                 | 284    | -                                              |
| 1982 | Bernard Vallet      | La Redoute-Motobecane        | 278    | -                                              |
| 1983 | Lucien Van Impe     | Metauro Mobili-Pinarello     | 272    | -                                              |
| 1984 | Robert Millar       | Peugeot                      | 284    | -                                              |
| 1985 | Luis Herrera        | Varta-Café de Colombia-Mavic | 440    | -                                              |
| 1986 | Bernard Hinault     | La Vie Claire-Radar          | 351    | Combatividade                                  |
| 1987 | Luis Herrera        | Varta-Café de Colombia       | 452    | -                                              |
| 1988 | Steven Rooks        | PDM                          | 326    | Combinada                                      |
| 1989 | Gert-Jan Theunisse  | PDM                          | 441    | -                                              |
| 1990 | Thierry Claveyrolat | RMO                          | 321    | -                                              |
| 1991 | Claudio Chiappucci  | Carrera Jeans                | 312    | Combatividade                                  |
| 1992 | Claudio Chiappucci  | Carrera Jeans-Tassoni        | 410    | Combatividade                                  |
| 1993 | Tony Rominger       | CLAS-Cajastur                | 449    | -                                              |
| 1994 | Richard Virenque    | Festina                      | 392    | -                                              |
| 1995 | Richard Virenque    | Festina                      | 438    | -                                              |
| 1996 | Richard Virenque    | Festina                      | 383    | Combatividade                                  |
| 1997 | Richard Virenque    | Festina                      | 579    | Combatividade                                  |
| 1998 | Christophe Rinero   | Cofidis                      | 200    | -                                              |
| 1999 | Richard Virenque    | Team Polti                   | 279    | -                                              |
| 2000 | Santiago Botero     | Kelme-Costa Branca           | 347    | -                                              |
| 2001 | Laurent Jalabert    | Team CSC-Tiscali             | 258    | Combatividade                                  |
| 2002 | Laurent Jalabert    | Team CSC-Tiscali             | 262    | Combatividade                                  |
| 2003 | Richard Virenque    | Quick Step-Davitamon         | 324    | -                                              |
| 2004 | Richard Virenque    | Quick Step-Davitamon         | 266    | Combatividade                                  |
| 2005 | Michael Rasmussen   | Rabobank                     | 185    | -                                              |
| 2006 | Michael Rasmussen   | Rabobank                     | 166    | -                                              |
| 2007 | Mauricio Soler      | Barloworld                   | 206    | -                                              |
| 2008 | Carlos Sastre       | Team CSC-Saxo Bank           | 80     | Maillot amarelo                                |
| 2009 | Egoi Martínez       | Euskaltel-Euskadi            | 135    | -                                              |
| 2010 | Anthony Charteau    | Bbox Bouygues Telecom        | 143    | -                                              |
| 2011 | Samuel Sánchez      | Euskaltel-Euskadi            | 108    | -                                              |
| 2012 | Thomas Voeckler     | Europcar                     | 135    | -                                              |
| 2013 | Nairo Quintana      | Movistar Team                | 147    | Maillot branco                                 |
| 2014 | Rafał Majka         | Tinkoff-Saxo                 | 181    | -                                              |
| 2015 | Chris Froome        | Team Sky                     | 119    | Maillot amarelo                                |
| 2016 | Rafał Majka         | Tinkoff                      | 209    | -                                              |
| 2017 | Warren Barguil      | Team Sunweb                  | 129    | Combatividade                                  |
| 2018 | Julian Alaphilippe  | Quick-Step Floors            | 170    | -                                              |
| 2019 | Romain Bardet       | AG2R La Mondiale             | 86     | -                                              |
| 2020 | Tadej Pogačar       | Team UAE Emirates            | 82     | Geral Camisola juventude                       |
| 2021 | Tadej Pogačar       | Team UAE Emirates            | 107    | Geral Camisola juventude                       |
| 2022 | Jonas Vingegaard    | Team Jumbo-Visma             | 107    | Geral                                          |

### Ciclistas com mais vitórias

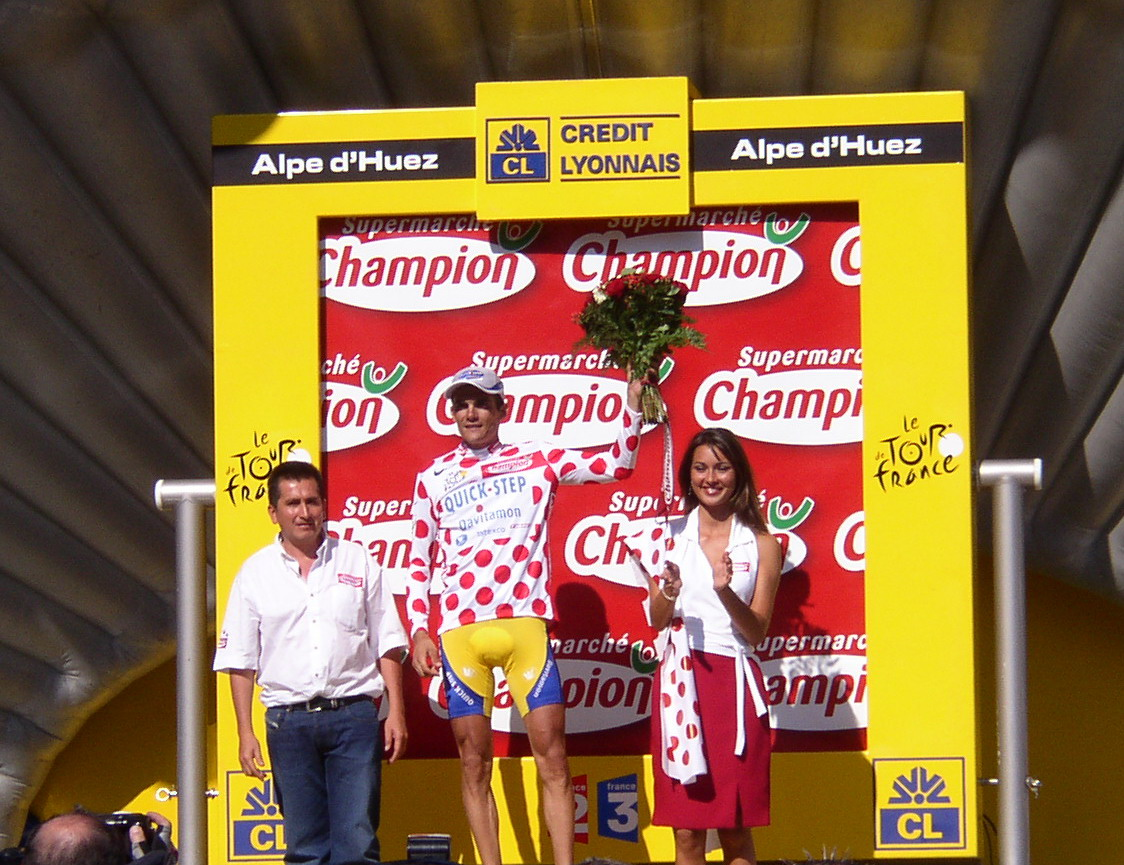
Richard Virenque, vencedor 7 vezes da classificação da montanha.

| Pos. | Nome                | País       | Vitórias | Anos                                     |
| ---- | ------------------- | ---------- | -------- | ---------------------------------------- |
| 1    | Richard Virenque    | França     | 7        | 1994, 1995, 1996, 1997, 1999, 2003, 2004 |
| 2    | Federico Bahamontes | Espanha    | 6        | 1954, 1958, 1959, 1962, 1963, 1964       |
| 2    | Lucien Van Impe     | Bélgica    | 6        | 1971, 1972, 1975, 1977, 1981, 1983       |
| 4    | Julio Jiménez       | Espanha    | 3        | 1965, 1966, 1967                         |
| 5    | Felicien Vervaecke  | Bélgica    | 2        | 1935, 1937                               |
| 5    | Gino Bartali        | Itália     | 2        | 1938, 1948                               |
| 5    | Fausto Coppi        | Itália     | 2        | 1949, 1952                               |
| 5    | Charly Gaul         | Luxemburgo | 2        | 1955, 1956                               |
| 5    | Imerio Massignan    | Itália     | 2        | 1960, 1961                               |
| 5    | Eddy Merckx         | Bélgica    | 2        | 1969, 1970                               |
| 5    | Luis Herrera        | Colômbia   | 2        | 1985, 1987                               |
| 5    | Claudio Chiappucci  | Itália     | 2        | 1991, 1992                               |
| 5    | Laurent Jalabert    | França     | 2        | 2001, 2002                               |
| 5    | Michael Rasmussen   | Dinamarca  | 2        | 2005, 2006                               |
| 5    | Rafał Majka         | Polónia    | 2        | 2014, 2016                               |
|      | Tadej Pogačar       | Eslovênia  | 2        | 2020, 2021                               |

### Vencedores por país
| Pos. | País          | Último vencedor           | Vitórias |
| ---- | ------------- | ------------------------- | -------- |
| 1    | França        | Romain Bardet (2019)      | 22       |
| 2    | Espanha       | Samuel Sánchez (2011)     | 17       |
| 3    | Itália        | Claudio Chiappucci (1992) | 12       |
| 4    | Bélgica       | Lucien Van Impe (1983)    | 11       |
| 5    | Colômbia      | Nairo Quintana (2013)     | 5        |
| 6    | Dinamarca     | Michael Rasmussen (2006)  | 2        |
| 6    | Luxemburgo    | Charly Gaul (1956)        | 2        |
| 6    | Países Baixos | Gert-Jan Theunisse (1989) | 2        |
| 6    | Reino Unido   | Christopher Froome (2015) | 2        |
| 6    | Polónia       | Rafał Majka (2016)        | 2        |
| 6    | Eslovênia     | Tadej Pogačar (2)         | 2        |
| 9    | Suíça         | Tony Rominger (1993)      | 1        |